# Elde (buurtschap)
Elde is een buurtschap  in de gemeente Meierijstad in de Nederlandse provincie Noord-Brabant. Het ligt een kilometer ten westen van Schijndel.